# كاتو نيوروكوبيون (دراما)
كاتو نيوروكوبيون (Κάτω Νευροκόπιον) هي مدينة في دراما في مقاطعة فوريا إلادا في اليونان.